# 马达里普尔沙达尔乌帕齐拉
马达里普尔沙达尔乌帕齐拉是孟加拉国达卡专区马达里布尔县的乌帕齐拉。根据1991年孟加拉国的人口普查，马达里普尔沙达尔有307822人口，其中男性占总人口的51.19%，女性占48.81%。